# 22 км (Хабаровский край)
22 км — упразднённая казарма (населённый пункт) в 1997 году  в Амурском районе Хабаровского края России. Входила в Литовское сельское поселение. 

## География
Расположена в центральной части края, в пределах Среднеамурской низменности при остановочном пункте 22 км железнодорожной линии Волочаевка II — Комсомольск-на-Амуре.

## История
Поселение железнодорожников (железнодорожная казарма) появилось при строительстве железнодорожной линии Волочаевка II — Комсомольск-на-Амуре (дата открытия 1940). 
Упразднён постановлением Хабаровской краевой Думы Хабаровского края от 26.04.1997 № 98.

## Инфраструктура
Путевое хозяйство. Действует остановочный пункт 22 км.

## Транспорт
Автомобильный (просёлочные дороги) и железнодорожный транспорт.